# 吉本超合金F
『吉本超合金F』（よしもとちょうごうきんエフ）は、一部テレビ東京系列局とびわ湖放送で放送されていたテレビ大阪・吉本興業共同製作のバラエティ番組。全111回。製作局のテレビ大阪では2000年7月9日から2002年9月29日まで、毎週日曜深夜に放送。

## 概要
FUJIWARAの2人が毎回街へ繰り出しては面白ロケを敢行していた深夜番組。収録の殆どをロケで行うロケ番組であり、FUJIWARAをロケ芸人に仕立てていった番組である。前身番組の『吉本超合金』ではFUJIWARAと2丁拳銃がメインを務めていたが、2丁拳銃の東京進出が決まったため、新番組としてリニューアルしたのがこの『吉本超合金F』である。放送第1回目では、藤本敏史の「パワーダウン間違いなし！」と半ば自虐的な発言から始まった。
番組は『吉本超合金』の流れを継承し、素人のおっちゃんやおばちゃんを弄る、アポイントメント無しでゲリラロケを敢行する、企画内容をタレントに知らせない、台本が無い、嘘の企画を伝える、公共の河川敷で大量の火薬を実験せずに爆破する、番組内で「LOVEゲーム」と呼ばれる罰ゲーム類をスタッフが事前にチェックせず、ぶっつけ本番でタレントに行わせるなどしていた。他にもうどんや唐揚げ、ケーキ等の食べ物を粗末にしたり、出演者が全裸になった姿を放送したため、PTAの「子どもに見せたくない番組」の関西地区版では、全国放送の番組である「めちゃイケ」や、「ロンドンハーツ」と並んでトップ5に入ったこともある。また、このランキングを逆手に取った企画を放送したこともある。
実施する企画の内容によっては、FUJIWARA以外の芸人が仕切ることもあった（竹若元博（バッファロー吾郎）、高橋茂雄（サバンナ）、陣内智則など）。また、テコンドー東アジアチャンピオンの有田充臣やパンクラスの美濃輪育久等の格闘家が出演することもあり、芸人が格闘家を相手にガチンコで対決するという無謀な企画を行ったこともある。
番組の冒頭では毎回、藤本が一発ギャグ的な雄叫びを上げ、それをきっかけに番組がスタートしていた。番組の流れとしては、baseよしもと前でロケのオープニングを行い、そこからロケ現場へ移動して撮影を始めるというものであった。1時間番組にしてはロケ時間は非常に長かったらしく、オープニング時には早朝であっても、エンディング時には深夜という状況がよく見られた。エンディングテーマのクレジット等の表記は無かったが、T.M.Revolutionの歌が主に使用されていた。
2001年4月15日放送分からは「インタラクティブエンターテイメントロケバラエティー」と称し、視聴者からのリクエストに応じたロケも行うようになった。また、放送中期に差し掛かると、意味も無く頻繁にLOVEゲームを行うようになった。LOVEゲームの執行人は、FUJIWARAよりも若手の芸人や素人が担うことが多かった。
最終回では、感動系番組でよく見られるような長距離マラソン企画を実施した。内容は、FUJIWARA自らが100キロメートルという長大なマラソンにチャレンジし、ゴールであるフェスティバルゲートを目指すというものである。特にお互いが走る距離を決めずに、走れなくなったら交代するといういい加減な内容でスタートしたため、交代の度に2人の間で小競り合いが起きた。また、ゴール500メートル手前でどちらがゴールするかでも、同様に小競り合いが起こった。マラソン自体は医師が同伴する、それなりに本格的なものであったが、治療を受けている無防備な状態の相方を攻撃したり、藤本が医師を待たずに自分でテーピングを剥がしたため、生皮を剥いでしまったりとハプニングは絶えなかった。道中には、今までゲストとして出演した吉本タレントを含め、原西、藤本親子などが出演し、FUJIWARAにとても微妙な声援を送った。ゴールであるフェスティバルゲートには、『吉本超合金』出演時に共演していた2丁拳銃が待機しており、最後に2丁拳銃との感動の再会を果たす、というエンディングが用意されていた。「終着であるゴールへ到着した2人は、再会により2人だった頃の原点へ戻り新たなスタートを切る」という、普通なら涙を誘う内容で締め括られるはずが、吉本超合金らしく特に感動は無くグダグダのまま終了した。ちなみに、番組の最後を締め括った台詞は、『吉本超合金』の第1回放送時に藤本が発した雄叫び「んんん〜! ストライーク!」である。
番組の終了後、同日曜深夜枠では替わってケンドーコバヤシをメインに据えた後継番組『吉本超合金K・ケンコバ大王』がスタートした。そしてFUJIWARAの2人は、かつて『吉本超合金』が放送されていた水曜深夜枠で始まったコント番組『吉本もののけバラエティー 妖怪ブッサイくん』を担当した。
2017年9月17日に吉本超合金F2017として15年ぶりに特番として放送された。

## 出演者

### FUJIWARA
藤本敏史（ふじもと としふみ）
この番組に出演する若手芸人たちの言わばリーダー的存在。若手芸人の面倒見も非常に良いらしく、悩み相談を受けたりもしているらしい。しかし、大変なヘタレであるという一面も持つ。番組でもその事がフィーチャーされ、ドリフトカーに無理やり乗せられてヘタレを克服するという企画が行われたが、結局直らなかった上、嫌になって逃げようとして下半身が深いドブにはまったりと散々な目に遭った（藤本は2丁拳銃のいた『吉本超合金』時代にもロケ中にドブにはまったことがある）。また、ツッコミという立場であるにもかかわらず、ギャグ（申し訳ない・マ〜!）を作ったり、原西のギャグをパクったりと積極的に笑いを取りに行こうとする。その事がきっかけで原西と口論になった事もある。野性爆弾城野の家で『KAZEの谷のNEWシカ』というタイトルのアダルトビデオを見つけ、そこからNEWシカというキャラクターが出来た。あだ名は「フジモン」（番組内のテロップなどにも使用）、原西のみ「おとち」と呼ぶ。
原西孝幸（はらにし たかゆき）
顔がゴリラに似ているという事から、番組内で「ラリーゴ」と呼ばれていた。突然、意味不明の動きで笑いを取る事を得意とする。また、力が強く、この番組に出演する若手芸人の中では最強クラスのパワーを誇り相撲が得意。しかし、「有言実行超合金」でサバンナの八木とのガチンコバトルに負け、後輩に土下座するという屈辱を味わった事もある。藤本がギャグを作ったりすることを腹立たしく感じている。女性が大の苦手であることから、女性のヌードをデッサンさせられたことがあるが、まったく何が描いてあるか分からない状態だった。愛猫（オス）と結婚させられたことがある。後輩の若手芸人と積極的に付き合う相方の藤本に対し、原西は後輩の若手芸人とは深く付き合おうとせず、仕事が終わればさっさと家に帰ってしまうため、私生活が謎だとされた。そんな私生活を探るため、原西自身が抜き打ち家庭訪問企画の最初の餌食になったり、隠しカメラで私生活を盗み撮りされたりしている。また、大変な酒豪で知られているが、深酒が原因でロケに遅刻したり、マンションの階段から転げ落ちて鎖骨を骨折するという重傷を負ったこともある。
二人の発言テロップの色は2001年3月までは「吉本超合金」時代の白縁の青色を反転させた黒縁のオレンジ色。2001年4月からは藤本が黒縁のオレンジ色、原西が黒縁の黄緑色になった。

### ゲスト出演者
- バッファロー吾郎
- 雨上がり決死隊
- COWCOW
- サバンナ
- 次長課長
- ハリガネロック
- シャンプーハット
- ますだおかだ
- スキヤキ - コンビを解散して土肥のピンでの出演もあり
- 2丁拳銃
- ロザン
- なかやまきんに君
- 松本康太（レギュラー）
- たむらけんじ
- 友近
- 陣内智則
- $10
- あいはら雅一（メッセンジャー）
- 岡友美（青空）
- ストリーク
- キングコング

- ランディーズ
- スミス夫人
- 野性爆弾
- オール巨人（オール阪神・巨人）
- 桂きん枝
- 中田ボタン
- 月亭八方
- 大木こだまひびき
- フットボールアワー - 岩尾のみでの出演もあり。
- 後藤秀樹
- 中川剛（中川家）
- FUCKブラザーズ
- 原西尚子
- 藤本勝子
- 原西成幸
- オセロケッツ
- 小籔千豊
- ケンドーコバヤシ
- レイザーラモン
- ライセンス
- 土肥ポン太
- 土肥多希子

## サブタイトル（放送日）
| 回 | 放送日   | サブタイトル                   | ゲスト                                                            |
| -- | -------- | ------------------------------ | ----------------------------------------------------------------- |
| 1  | 7月9日   | 接待超合金                     | 次長課長 サバンナ スキヤキ ケンドーコバヤシ 陣内智則 たむらけんじ |
| 2  | 7月16日  | 料理対決超合金                 | あいはら雅一（メッセンジャー） ハリガネロック                     |
| 3  | 7月23日  | 原西ボケまくり超合金           | ビリジアン                                                        |
| 4  | 7月30日  | 祝!FUJIWARA10周年超合金        | COWCOW                                                            |
| 5  | 8月6日   | 超合金 巌流島の戦い            |                                                                   |
| 6  | 8月13日  | できるかな超合金               | 梶野智 井岡弘樹 シェイクダウン                                    |
| 7  | 8月20日  | レース超合金 in 鈴鹿           | ケンドーコバヤシ                                                  |
| 8  | 8月27日  | ヤッタゼ!CD発売超合金          | バッファロー吾郎 スキヤキ                                         |
| 9  | 9月3日   | フジワラポリス超合金           | 中川家礼二 サバンナ フットボールアワー 野性爆弾                   |
| 10 | 9月10日  | 夏休み絵日記超合金             |                                                                   |
| 11 | 9月24日  | ルパン超合金                   | たむらけんじ ハリガネロック                                       |
| 12 | 10月1日  | 完全アドリブ芝居超合金         | 竹若元博（バッファロー吾郎） シンドバット 高橋茂雄（サバンナ）    |
| 13 | 10月8日  | 無人島超合金                   |                                                                   |
| 14 | 10月15日 | 総集編だよ!超合金F             |                                                                   |
| 15 | 10月22日 | 大江戸超合金                   | チャンバラトリオ 野性爆弾                                         |
| 16 | 10月29日 | 死ぬまで働け!超合金            | 中川剛（中川家）                                                  |
| 17 | 11月5日  | ドキュメント超合金             |                                                                   |
| 18 | 11月12日 | クイズ!罰ゲーム超合金          | あいはら雅一（メッセンジャー） バッファロー吾郎                   |
| 19 | 11月19日 | しゃべりまくり超合金           | 桂きん枝                                                          |
| 20 | 11月26日 | 視聴率アップ超合金             | 古高義広（スキヤキ） ケンドーコバヤシ                             |
| 21 | 12月3日  | スターFUJIWARAてんぐ超合金     | 高橋茂雄（サバンナ） 桂きん枝                                     |
| 22 | 12月10日 | 親孝行超合金                   | ケンドーコバヤシ                                                  |
| 23 | 12月17日 | タイマン対決 ラーメン超合金    | 後藤秀樹 ハリガネロック スキヤキ レイザーラモン                   |
| 24 | 12月24日 | 善vs悪 クリスマス サンタ超合金 | 中川剛（中川家） たむらけんじ                                     |

| 回 | 放送日   | サブタイトル                                                | ゲスト |
| -- | -------- | ----------------------------------------------------------- | --- |
| 25 | 1月7日   | 酔っぱらいレポート超合金 IN 神戸                            | シャンプーハット サバンナ                                                                                  |
| 26 | 1月14日  | マジクイズ超合金 IN 須磨                                    | 陣内智則 バッファロー吾郎 ロザン スキヤキ                                                                  |
| 27 | 1月21日  | 京都競馬 with 師匠                                          | ハリガネロック ケンドーコバヤシ 月亭八方 桂きん枝 大木こだま・ひびき                                       |
| 28 | 1月28日  | 帰ってこいよ!超合金                                         | |
| 29 | 2月4日   | 帰ってこいよ!超合金 完結編                                  | |
| 30 | 2月11日  | バレンタイン LOVE 超合金                                    | ケンドーコバヤシ 木村明浩（バッファロー吾郎） 土肥耕平 岩尾望（フットボールアワー） 森（シンドバット）     |
| 31 | 2月18日  | 完全アドリブ芝居超合金2                                     | 竹若元博（バッファロー吾郎） ビリジアン 土肥耕平 河本準一（次長課長）                                      |
| 32 | 2月25日  | 転職超合金                                                  | 陣内智則                                                                                                   |
| 33 | 3月4日   | 祝30歳だよ超合金                                            | 後藤秀樹 バッファロー吾郎 キングコング                                                                     |
| 34 | 3月11日  | 日帰り温泉!禁止づくしツアー超合金                           | ケンドーコバヤシ サバンナ レイザーラモン                                                                   |
| 35 | 3月18日  | 世直し!新撰組超合金                                         | たむらけんじ                                                                                               |
| 36 | 3月25日  | 総集編だよ超合金 原西がオシャレゴリラに変身するよスペシャル | |
| 37 | 4月1日   | チャレンジ超合金                                            | COWCOW 雨上がり決死隊                                                                                      |
| 38 | 4月8日   | お勉強2択世界ツアー超合金                                   | 古高義弘（スキヤキ）                                                                                       |
| 39 | 4月15日  | 催眠能力アップ超合金                                        | ハリガネロック                                                                                             |
| 40 | 4月22日  | ゴギャルといっしょ キャンプ超合金                           | サバンナ                                                                                                   |
| 41 | 4月29日  | 自腹超合金                                                  | ケンドーコバヤシ 野性爆弾                                                                                  |
| 42 | 5月6日   | 目指せ!原付き免許超合金                                     | |
| 43 | 5月13日  | OKINAWA満喫超合金                                           | |
| 44 | 5月20日  | どんどんこなせ!!リクエスト超合金                            | 土肥ポン太 石野桜子                                                                                        |
| 45 | 5月27日  | 知名度調査超合金 in 滋賀                                    | 野性爆弾                                                                                                   |
| 46 | 6月3日   | パパはお笑い芸人超合金                                      | ケンドーコバヤシ                                                                                           |
| 47 | 6月17日  | 完全アドリブ芝居超合金3                                     | 竹若元博（バッファロー吾郎） 河本準一（次長課長） 小籔千豊（ビリジアン） 土肥ポン太 松本康太（レギュラー） |
| 48 | 6月24日  | THE・ガマン対決超合金                                       | 竹若元博（バッファロー吾郎） サバンナ                                                                      |
| 49 | 7月1日   | 祝50回直前吉本超合金F大前夜祭                               | 陣内智則 サバンナ 次長課長 土肥ポン太 レギュラー ランディーズ ケンドーコバヤシ シャンプーハット            |
| 50 | 7月8日   | 50回だよ!超合金 ラブゲームツアー with 2丁拳銃               | 2丁拳銃 |
| 51 | 7月15日  | サルの人間観察超合金                                        | ケンドーコバヤシ 土肥ポン太 原西尚子                                                                       |
| 52 | 7月22日  | 目指せ!!全国区タレント超合金                                | たむらけんじ 松口祐樹（ハリガネロック） 河本準一（次長課長）                                               |
| 53 | 8月5日   | ルパン超合金2                                               | たむらけんじ サバンナ 藤本勝子                                                                             |
| 54 | 8月12日  | ギャンブル超合金 in 須磨                                    | 浜本広晃（$10） なかやまきんに君 スミス夫人 後藤秀樹                                                       |
| 55 | 8月19日  | ツーリング超合金 in 宮崎                                    | |
| 56 | 8月26日  | お笑い仁義なき戦い超合金                                    | 陣内智則 バッファロー吾郎 ケンドーコバヤシ 土肥ポン太 サバンナ                                             |
| 57 | 9月2日   | 2001年大阪ゴリンピック超合金                                | キングコング 竹若元博（バッファロー吾郎） スペル・デルフィン くいしんぼう仮面                              |
| 58 | 9月9日   | コンビラブツアー超合金                                      | たむらけんじ                                                                                               |
| 59 | 9月16日  | 超合金抜き打ち家庭訪問                                      | なかやまきんに君 土肥ポン太 友近 小出水直樹（シャンプーハット）                                            |
| 60 | 9月23日  | 超合金未公開シーン蔵出しSP                                  | サバンナ たむらけんじ                                                                                      |
| 61 | 9月30日  | 告白超合金                                                  | |
| 62 | 10月7日  | 秋のグルメ祭り超合金                                        | 後藤秀樹 野性爆弾 原西尚子                                                                                 |
| 63 | 10月14日 | 超合金なにわ運だめしツアー                                  | サバンナ たむらけんじ ケンドーコバヤシ                                                                     |
| 64 | 10月21日 | 秋の修学旅行超合金 in 京都                                  | ケンドーコバヤシ 土肥ポン太 なかやまきんに君 竹若元博（バッファロー吾郎） 八木真澄（サバンナ）             |
| 65 | 10月28日 | ダンディ超合金                                              | バッファロー吾郎 土肥ポン太 住谷正樹（レイザーラモン） ケンドーコバヤシ 原西尚子 藤本勝子                  |
| 66 | 11月4日  | お弁当発売だよ!!超合金                                      | ケンドーコバヤシ 原西尚子 藤本勝子                                                                         |
| 67 | 11月11日 | バカ殿を守れ!!超合金                                        | 土肥ポン太 八木真澄（サバンナ） 木村明浩（バッファロー吾郎） 松本康太（レギュラー） 友近 野性爆弾          |
| 68 | 11月18日 | 超合金未公開シーン大放出SP                                  | 木村明浩（バッファロー吾郎）                                                                               |
| 69 | 11月25日 | ドッキリ芸人クイズ超合金                                    | $10 陣内智則 土肥ポン太 なかやまきんに君                                                                   |
| 70 | 12月2日  | 世紀末救世主超合金                                          | ケンドーコバヤシ 松本康太（レギュラー）                                                                    |
| 71 | 12月9日  | 帰ってこいよ!超合金2（前編）                                | |
| 72 | 12月16日 | 帰ってこいよ!超合金2（中編）・フジモンバースディ!超合金     | |
| 73 | 12月23日 | 帰ってこいよ!超合金2（後編）・フジモンバースディ!超合金     | |

| 回  | 放送日  | サブタイトル                                                                    | ゲスト |
| --- | ------- | ------------------------------------------------------------------------------- | --- |
| 74  | 1月6日  | 新春!酔っぱらいお年玉争奪超合金                                                 | バッファロー吾郎 土肥ポン太 サバンナ |
| 75  | 1月13日 | 影武者・原西スカウトキャラバン超合金                                            | $10 サバンナ 次長課長 なかやまきんに君 |
| 76  | 1月20日 | 完全アドリブ芝居超合金4                                                         | 竹若元博（バッファロー吾郎） 高橋茂雄（サバンナ） 土肥ポン太 松本康太（レギュラー）                                                        |
| 77  | 1月27日 | サルの人間観察超合金2                                                           | ケンドーコバヤシ バッファロー吾郎 陣内智則 サバンナ なかやまきんに君                                                                       |
| 78  | 2月3日  | ゴリー・ポッターとけんじの石 超合金                                             | たむらけんじ サバンナ |
| 79  | 2月10日 | 北海道グルメ&スノボツアー超合金                                                 | サバンナ |
| 80  | 2月17日 | 原西全快祈願!超合金                                                             | サバンナ シャンプーハット |
| 81  | 2月24日 | 魁!未公開超合金                                                                 | サバンナ |
| 82  | 3月3日  | 原西!モー娘。裁判超合金・子育てシミュレーション超合金                           | ケンドーコバヤシ 陣内智則 ハスミマサオ 小籔千豊 土肥ポン太 バッファロー吾郎                                                                |
| 83  | 3月10日 | 超合金抜き打ち家庭訪問2                                                         | 城野克弥（野性爆弾） 岡友美（青空） 白川悟実（$10） 河本準一（次長課長） 吉本（ストリーク） 松本康太（レギュラー）                         |
| 84  | 3月17日 | みんなで頑張れ!トリプルファイト超合金                                           | ケンドーコバヤシ ハリガネロック サバンナ レイザーラモン                                                                                    |
| 85  | 3月24日 | 原西やっぱりネコが好き超合金・マサイの戦士!超合金・子育てシミューレション超合金 | 白川悟実（$10） ケンドーコバヤシ バッファロー吾郎                                                                                          |
| 86  | 3月31日 | 祝東京進出!!おめでとうハリガネロック超合金                                      | ハリガネロック ケンドーコバヤシ バッファロー吾郎                                                                                           |
| 87  | 4月7日  | 未来を変えろ!超合金                                                             | ますだおかだ $10 |
| 88  | 4月14日 | base戦隊イチオシ5超合金                                                         | 陣内智則 シャンプーハット バッファロー吾郎 ケンドーコバヤシ 土肥ポン太 高橋茂雄（サバンナ）                                                |
| 89  | 4月21日 | キャンパスイメージアップ超合金                                                  | |
| 90  | 4月28日 | 下剋上ツアー超合金 in 滋賀                                                      | 土肥ポン太 シャンプーハット |
| 91  | 5月5日  | 祝!子供に見せたくない番組関西ナンバー1超合金                                    | サバンナ |
| 92  | 5月12日 | 親孝行ツアー超合金2 in 四国                                                     | ケンドーコバヤシ 原西尚子 藤本勝子 |
| 93  | 5月19日 | しげしげしげお超合金・base戦隊イチオシ5超合金2                                  | サバンナ 友近 陣内智則 竹若元博（バッファロー吾郎） シャンプーハット 桂きん枝 中田ボタン                                                   |
| 94  | 5月26日 | 未公開だよ!超合金                                                               | 岩尾望（フットボールアワー） 陣内智則 ケンドーコバヤシ 木村明浩（バッファロー吾郎） 土肥ポン太 八木真澄（サバンナ） 山田大介（ストリーク） |
| 95  | 6月2日  | 7時間耐久タイマン鬼ごっこ超合金                                                 | |
| 96  | 6月16日 | 血の抗争!ゴッドファーザー超合金                                                 | バッファロー吾郎 陣内智則 ケンドーコバヤシ サバンナ 岩尾望（フットボールアワー） 原西尚子 原西茂幸                                         |
| 97  | 6月23日 | 原西ジューンブライド超合金・恨み節!男ののど自慢超合金                           | 陣内智則 後藤秀樹 土肥ポン太 サバンナ 原西茂幸 原西尚子 竹若元博（バッファロー吾郎）                                                       |
| 98  | 6月30日 | 原西有言実行超合金                                                              | あいはら雅一（メッセンジャー） 小出水直樹（シャンプーハット） 八木真澄（サバンナ）                                                         |
| 99  | 7月7日  | 祝100回!カムサハムニダ!超合金                                                   | バッファロー吾郎 ケンドーコバヤシ 土肥ポン太 サバンナ                                                                                      |
| 100 | 7月14日 | 祝100回!カムサハムニダ!超合金                                                   | |
| 101 | 7月21日 | 大喜利修学旅行超合金                                                            | バッファロー吾郎 ケンドーコバヤシ 土肥ポン太                                                                                               |
| 102 | 7月28日 | サルの人間観察超合金3 with 巨人師匠                                             | オール巨人 ケンドーコバヤシ 八木真澄（サバンナ）                                                                                           |
| 103 | 8月4日  | FUJIWARAぶらり旅!超合金                                                         | |
| 104 | 8月11日 | 超合金 渚のモテモテ王決定戦 in 須磨                                             | バッファロー吾郎 岩尾望（フットボールアワー）                                                                                              |
| 105 | 8月18日 | 超合金抜き打ち家庭訪問3                                                         | 中川貴志（ランディーズ） 川島邦裕（野性爆弾） 浜本広晃（$10） 梶原雄太（キングコング） 高橋茂雄（サバンナ）                                |
| 106 | 8月25日 | 100人CMを作れ!街角Tシャツ狩り超合金                                             | 浜本広晃（$10） サバンナ |
| 107 | 9月1日  | 芸人クイズ超合金2                                                               | 竹若元博（バッファロー吾郎） 陣内智則 ランディーズ ケンドーコバヤシ サバンナ なかやまきんに君                                              |
| 108 | 9月8日  | 残署お見舞い!下剋上ツアー超合金2                                                | シャンプーハット キングコング |
| 109 | 9月15日 | base戦隊イチオシ5超合金3                                                        | 陣内智則 シャンプーハット バッファロー吾郎 $10 サバンナ ケンドーコバヤシ ランディーズ 土肥ポン太                                           |
| 110 | 9月22日 | 100kmマラソン超合金 最終回スペシャル                                            | なかやまきんに君 サバンナ 川島邦裕（野性爆弾） 友近 浜本広晃（$10） シャンプーハット                                                       |
| 111 | 9月29日 | 100kmマラソン超合金 最終回スペシャル                                            | 2丁拳銃 |

| 放送日  | サブタイトル              | ゲスト                 |
| ------- | ------------------------- | ---------------------- |
| 9月17日 | 帰ってこいよ!超合金90分SP | 土肥ポン太、土肥多希子 |

## スタッフ

### レギュラー版
- オープニングテーマ:Iceman「Doop Light」
- エンディングテーマ:T.M.Revolution 「Joker」
- 構成：西田哲也、松本真一、ハスミマサオ、上地茂晴、杉本つよし、渡邊仁（西田・松本→初期、西田・松本降板後に中期～末期までが杉本・渡邊に加わる）
- CAM：細川貴史
- AUD：直田輝彦
- EED：宮本憲一、上田重樹、冨山政義、岡崎由起子
- MA/音効：衛藤恒明
- CG：原田専門家、吉田恭子
- デスク：加古なつめ
- AD：土屋良介、安達澄子、新谷洋介 → 木村吏志、大町直人
- ディレクター：大谷真也 → 笠原健広
- プロデューサー：宮谷雅秋 → 岩谷哲幸 → 清原寛（テレビ大阪）、山田桂子 → 上田泰三 → 北原崇 → 磯俣拓生 → 安達祐子（吉本興業）
- 制作協力：アイ・ティ・エス / WELLCAM （吉本系の独立前）、Trash、戯音工房
- 製作：テレビ大阪、吉本興業

### 復活スペシャル版
- 技術協力：NTT西日本
- ナレーター：ゆりやんレトリィバァ
- 構成：ハスミマサオ、上地茂晴、上野貴
- CAM：細川貴史、三村友昭（共によしもとブロードエンタテインメント）
- AUD：本城宣彰（よしもとブロードエンタテインメント）
- CA：
- EED：徳安悠治、高浦祐希（共によしもとブロードエンタテインメント編集室）
- SE：黒澤秀一（Studio Nest）
- MA：直田輝彦（よしもとブロードエンタテインメント編集室）
- 協力：よしもとブロードエンタテインメント、Studio Nest、すくらんぶる、WITH YOU
- 編成：大川一馬（TVO）
- 宣伝：内海あづさ（TVO）
- WEB：
- アシスタントプロデューサー：木谷綾子、免奈々（よしもとブロードエンタテインメント）
- ディレクター：平野孝雄、濵本幸治、屋賢（共によしもとブロードエンタテインメント）
- 演出：石田耕平（よしもとブロードエンタテインメント）
- プロデューサー：与十田孝輔（TVO）、小林めい（よしもとクリエイティブ・エージェンシー）
- チーフプロデューサー：清原寛（TVO）
- 制作協力：吉本興業
- 製作著作：テレビ大阪

## 放送局
| 放送対象地域   | 放送局         | 系列           | 放送日時 | 備考   |
| -------------- | -------------- | -------------- | --- | ------ |
| 大阪府         | テレビ大阪     | テレビ東京系列 | 日曜 24:20 - 25:15 （2000年7月9日 - 2001年3月25日） 日曜 24:35 - 25:30 （2001年4月1日 - 2002年9月29日） | 製作局 |
| 北海道         | テレビ北海道   | テレビ東京系列 | 火曜 25:40 - 26:35 （2000年8月1日 - 2001年3月27日） 木曜 25:50 - 26:45 （2001年7月12日 - 2002年3月28日） 土曜 25:50 - 26:45 （2002年4月6日 - 2002年9月28日） 木曜 26:00 - 26:55 （2002年10月3日 - 2002年10月31日） |        |
| 岡山県・香川県 | テレビせとうち | テレビ東京系列 | 金曜 24:40 - 25:40 （不明 - 2002年3月29日） 金曜 24:50 - 25:45 （2002年4月5日 - 2002年10月11日） |        |
| 福岡県         | TVQ九州放送    | テレビ東京系列 | 水曜 24:40 - 25:35 | [ 4 ]  |
| 滋賀県         | びわ湖放送     | 独立UHF局      | 木曜 24:10 - 25:05 | [ 5 ]  |